# 充血
充血是指体内各個组织的血液流量增加的過程。血管會通過舒張來改变不同组织的血液供应。在临床上，组织充血表現為出現红斑或皮肤发红，此時血管被含氧的血液所充斥。